# Abłajewo (rejon tujmaziński)
Abłajewo (ros. Аблаево) – wieś (sieło) w Rosji, w Baszkortostanie, w rejonie tujmazińskim. W 2010 liczyła 315 mieszkańców.